# 艾德敦
大衛·艾德敦，OBE（1944年1月3日—），英國指揮家。
艾德敦生於英格蘭黑潭市，於劍橋大學攻讀音樂時，指揮歌劇演出已光芒四射。作為柯文特花園皇家歌劇院有史以來最年輕的指揮，他擔任駐院指揮達12年，共指揮逾150場之演出。他經常跟英國國家歌劇團、加拿大歌劇團、格林德伯恩節日歌劇團合作，與紐約大都會歌劇院的合作尤為密切。
艾德敦作為倫敦小交響樂團創辦人之一，亦曾以音樂總監身份指揮多套重要現代作品之首演。他所灌錄之唱片曾奪得愛迪生獎、法國唱片大獎、库塞维兹基樂評人獎與西西莉亞獎。他指揮灌錄蒂皮特創作的歌劇《普里阿摩斯国王》，榮獲被公認為世界唱片獎項之首的國際唱片樂評人獎，作曲家更在自傳上形容：「有些藝術家有過人的洞察力，能擴闊我的視野：艾德敦的指揮便是其中之一……而艾德敦本身就是天才橫溢的指揮。」
艾德敦乃英國廣播公司逍遙音樂會史上最年輕的指揮，他亦在及後連續30個樂季的音樂會當中亮相。他曾赴捷克主持布拉格之春音樂節開幕音樂會，並同時到德國指揮柏林愛樂樂團，為柏林音樂節揭開序幕。此外，他更時常赴美指揮北美各大主要樂團。
艾德敦於1980至1987年間出任美國聖地牙哥交響樂團之音樂總監，而每年夏季他都會返回加州，主持他在1989年創辦的莫扎特音樂節。他曾任職之樂團包括英國廣播公司交響樂團、皇家利物浦愛樂樂團及BBC威尔士国家管弦乐团。
自1989年開始，艾德敦出任香港管弦樂團之音樂總監，2000年退任此職時，榮升為該樂團之桂冠指揮，並獲頒授OBE勳銜，以表揚他對香港樂壇之貢獻。

## 外部連結
- 艾德敦簡介(英文) （页面存档备份，存于）
- 艾德敦之資料(英文)
- 港樂桂冠指揮艾德敦之詳盡簡介